# Muscolo piccolo rotondo
Il muscolo piccolo rotondo (teres minor) è un muscolo che si trova nella parte posteriore della spalla, nei mammiferi, e fa parte di quel gruppo di muscoli detto cuffia dei rotatori.

## Anatomia
Il piccolo rotondo ha origine dalla faccia posteriore e dal margine laterale della scapola, all'altezza circa del terzo medio. Si porta in alto e verso l'esterno andando ad inserirsi sulla faccetta inferiore della grande tuberosità dell'omero. È posto tra il muscolo sottospinato, in alto, ed il grande rotondo, in basso, con cui contribuisce a delimitare, assieme all'omero, uno spazio che prende il nome di triangolo dei muscoli rotondi. È il più piccolo dei muscoli della regione posteriore della spalla. Il suo tendine decorre  in direzione supero laterale per inserirsi nella faccetta inferiore del tubercolo maggiore ed al collo chirurgico dell'omero.

## Funzione
La sua contrazione (insieme a quella del sottospinato) determina la rotazione esterna dell'omero. Ha anche una funzione di estensore orizzontale del braccio. Coopera inoltre a mantenere la coesione dei capi articolari della spalla.

## Innervazione
Il muscolo è innervato dal Nervo ascellare, lo stesso che innerva anche il deltoide, e che si origina dal plesso brachiale.